# Adriana Johanna Haanen

Adriana Johanna Haanen

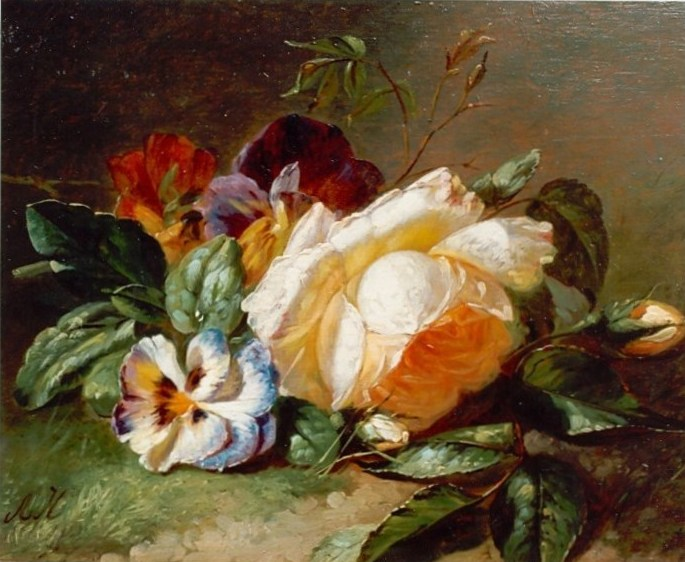
Adriana Johanna Haanen: White roses and violetsat the edge of the wood.

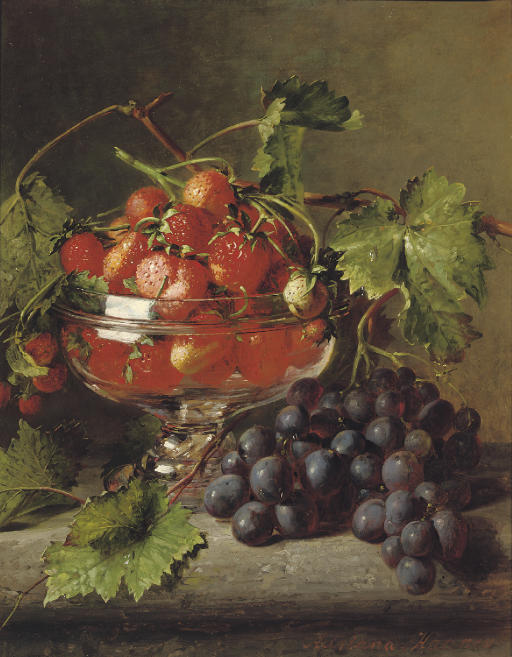
Adriana Johanna Haan: Erdbeeren in einem Glas und Weintrauben. (Ölgemälde auf Holz)

Adriana Johanna Haanen (* 15. Juni 1814 in Oosterhout; † 10. August 1895 in Oosterbeek) war eine niederländische Blumen- und Stilllebenmalerin.

## Leben
Adriana Haanen war die Tochter des Kunsthändlers, Restaurators und Genremalers Casparis Haanen (1778–1849) und der Isabella Johanna Sangster (1777–1846). Sie war eines von sechs Kindern und die zweite Tochter der Familie. Ihre Geschwister, die auch in die Kunstgeschichte eingingen, waren der Landschaftsmaler George Gillis Haanen, die Landschaftsmalerin Elisabeth Alida Haanen und der Landschaftsmaler Remigius Adrianus Haanen.
Sie wurde von ihrem Vater Casparis Haanen ausgebildet. Sie hielt sich in Utrecht, Ouderkerk aan de Amstel und in Oosterbeek auf. Ihre Bilder wurden in Den Haag, Bremen, Paris, Antwerpen, Brüssel, Wien und anderen Städten ausgestellt. Sie malte mit Wasserfarben und Öl. 1855 wurde sie in die Arti et Amicitiae in Amsterdam aufgenommen. Ihre Sujets waren Stillleben, Blumen, Früchte, Figuren und Landschaften. 1870 baute sie ein Haus in Oosterbeek, wo so bis zu ihrem Tode am 10. August 1895 lebte. Sie wurde auf dem Friedhof „St. Bernulphuskerk“ in Oosterbeek begraben.
Sie signierte ihre Werke mit „A. Haanen“, „Adriana Haanen“. Ihr Monogramm war „AH“.
Einige ihrer Werke befinden sich in den Amsterdamer Museen „Historisch Museum“, „Museum Willet-Holthuysen“, Rijksmuseum und bei dem „Instituut Collectie Nederland“. Einige ihrer Bilder wurden bei Christie’s versteigert.

## Ehrungen
- 1845: Ehrenmitglied der Koninklijke Academie voor Beeldende Kunsten in Amsterdam.
- 1862: Goldmedaille für „Levende Meisters“ in Amsterdam, für ihr Bild Julij rozen

## Schülerinnen
- Anna Adelaïde Abrahams (1849–1930)[3]
- Christina Alida Blijdenstein (1823–1859)[4]

## Werke Auswahl
- Stillleben mit Früchten und Nüssen (1833)
- Stillleben mit Äpfeln, Pfirsich, Trauben und Blumen (1845)
- Früchtestilleben mit Pfirsich, Trauben, weißen Johannisbeeren und einer Orange (1854)
- Grapes, plums, peaches, raspberries, gooseberries and a pumpkin on a marble ledge (1857)
- Juli-Rosen (1862) (Ölbild auf Leinwand)
- Früchtestilleben (1868)
- Stillleben mit Äpfeln vor einer Reliefwand (1878)
- Hühnerfamilie (1878) (Ölbild auf Holz)
- Rosen und Veilchen (1883)
- Weiße Rose, chinesische Astern auf Waldboden (1889)
- Rosen in einem Korb (1890)
- Vogelstillleben  (Aquarell)